# هنری فورستر (بازیکن فوتبال)
هنری فورستر (انگلیسی: Henry Forster؛ زادهٔ تاریخ ورودی نامعتبر است) بازیکن فوتبال اهل بریتانیا است.
از باشگاه‌هایی که در آن بازی کرده‌است می‌توان به باشگاه فوتبال ساندرلند اشاره کرد.